# Понєдєльнік Андрій Валерійович
Андрій Валерійович Понєдєльнік (нар. 28 лютого 1997, Камінь-Каширський, Волинська область, Україна) — український футболіст, правий захисник криворізького «Кривбасу». Майстер спорту України (2019). Віце-чемпіон Європи серед студентських команд (2019). Бронзовий призер чемпіонату України (2023/2024).

## Життєпис

### Ранні роки
Вихованець «Случ» та «BRW-VIK». Впродовж 2013—2015 років виступав в ДЮФЛ за «БЛІСП-КДЮСШ» (Березне) та в обласних змаганнях за команди: «Случ» (Березне), «Сокіл» (Радивилів) та «Буревісник» (Кременець). Грав за «Кременець-Академія» у чемпіонаті України серед студентів.

### Кар'єра

#### Клубна
З 2016 року виступав за футбольний клуб «Нива» (Тернопіль). Дебютував за «Ниву» на професіональному рівні 9 липня 2017 року в матчі кубка України проти харківського «Металіста», у тому ж матчі відзначився дебютним голом. 
У листопаді за спільною згодою сторін контракт із 20-річним Андрієм був розірваний (в його активі за тернопільську команду 57 зіграних матчів із них 17 на професійному рівні, 23 матча в чемпіонаті України серед аматорів та 17 - у чемпіонаті області). Весною 2018 року виступав в команді «Кристал» (Чортків), яка брала участь в аматорському чемпіонаті України (11 матчів). 
У липні 2018 року підписав контракт з чернівецьким футбольним клубом «Буковина». Дебютував за «Буковину» 18 липня в матчі кубка України проти ФК «Калуша», у тому ж матчі на 20-хвилині відзначився і дебютним голом. З грудня 2019 року за обопільною згодою сторін припинив співпрацю з чернівецькою командою, за цей час у складі «буковинців» у всіх турнірах він провів 44 офіційні матчі та відзначився 2 забитими голами.
Із нового року став гравцем футбольного клубу «Калуш», а у серпні того ж року підписав контракт із першоліговим клубом: «Полісся» (Житомир). Дебютував за «Полісся» в матчі 1/64 Кубку України 28 серпня 2020 року, матч закінчився з рахунком 0:1 на користь житомирян. Дебютний матч у Першій Лізі зіграв 12 вересня проти клубу «Верес» (Рівне), а перший свій гол у новій команді футболіст забив 26 вересня у матчі 4 туру першої ліги проти команди з Івано-Франківська: «Прикарпаття», зрівнявши рахунок на 52 хвилині матчу.
У липні 2021 року підписав контракт з ФК «Гірник-Спорт», за який дебютував 24 липня того ж року в матчі 1 туру Першої ліги України проти ФК «Краматорськ», а дебютним голом відзначився у матчі 2 туру проти колишньої команди «Полісся». Дебютний матч у кубку України в складі ФК «Гірник Спорт» провів 18 серпня проти клубу «Перемога», в тому ж матчі відзначився голом, який виявився переможним.
Перед стартом сезону 2022/23 підписав контракт з клубом УПЛ: «Кривбас» (Кривий Ріг).

#### Збірна
В середині квітня 2019 року разом із своїми партнерами по команді Марком Медведєвом та Едуардом Матвєєнком отримав виклик у національну студентську збірну України, за яку дебютував 15-го числа того ж місяця в товариському матчі. Цим поєдинком, підопічні Анатолія Бузника розпочали підготовку до літньої Всесвітньої Універсіади в Неаполі (Італія). 
Наприкінці травня знову був викликаний до лав студентської збірної на участь в міжнародному товариському турнірі: Кубок «Карпатський простір», який виграла саме українська збірна, а Андрій відзначився забитим голом у матчі проти збірної Молдови. 
5 липня того ж року дебютував на XXX всесвітній літній Універсіаді в матчі проти збірної Італії, а за підсумками турніру студентська збірна України під керівництвом Анатолія Івановича посіла 6 місце із 12 учасників. Андрій в Італії виходив на поле в усіх можливих матчах, проте відзначитися забитими голами не вдалося.

## Досягнення
- Бронзовий призер Чемпіонату України: 2023/24

## Освіта
Навчався в Кременецькій гуманітарно-педагогічній академії імені Тараса Шевченка. А влітку 2019 року виступав за Тернопільський національний педагогічний університет імені Володимира Гнатюка на чемпіонаті Європи серед студентів в Мадриді (Іспанія).